# Aleksandr Khatuntsev
Aleksandr Khatuntsev (russisk: Александр Васильевич Хатунцев tr. Aleksandr Vasiljevitj Khatuntsev ; født 2. november 1985) er en russisk tidligere professionel cykelrytter.